# Wojna i pamięć (powieść)
Wojna i pamięć (ang. War and Remembrance) – powieść historyczna amerykańskiego pisarza Hermana Wouka wydana w 1978 roku, będąca kontynuacją Wichrów wojny. Tematem książki jest II wojna światowa z amerykańskiego punktu widzenia.

## Treść utworu
Wojna i pamięć zamyka losy bohaterów przedstawionych w Wichrach wojny. Akcja powieści rozpoczyna się kilka tygodni przed atakiem na Midway i kończy zrzuceniem bomb na Hiroszimę i Nagasaki. Najważniejszymi wydarzeniami opisanymi w książce (poza atakiem na Midway) są: konferencja jałtańska, walki o Guadalcanal, bitwy pod Al-Alamajn, lądowanie w Normandii, operacja Bagration oraz bitwy toczone na Filipinach, a w szczególności bitwa w zatoce Leyte. Autor zagłębia się również w problem holocaustu i opisuje życie prowadzone przez Żydów w takich obozach koncentracyjnych jak Auschwitz-Birkenau oraz Theresienstadt.

## Bohaterowie

### Rodzina Henry
- Victor „Pug” Henry – główny bohater powieści, początkowo zostaje dowódcą ciężkiego krążownika USS „Northampton”, zaraz po zatopieniu dowodzonego przez niego pancernika USS „California” w trakcie japońskiego ataku na Pearl Harbor. USS „Northampton” zostaje storpedowany przez Japończyków w bitwie pod Tassafarongą. Po tym wydarzeniu prezydent Roosevelt wysyła go do ZSRR w celu skontrolowania efektów udzielanej Rosjanom pożyczki Lend-Lease. Po wywiązaniu się z powierzonego zadania Harry Hopkins wysyła go do Iranu, gdzie uczestniczy w konferencji teherańskiej.

Po powrocie do Waszyngtonu, zostaje przydzielony do przyspieszenia produkcji łodzi desantowych potrzebnych do lądowania w Normandii. Podczas wykonywania zlecenia dostaje się do tajnego laboratorium w Oak Ridge, gdzie prowadzono program badawczy prowadzący do stworzenia pierwszej bomby atomowej.
W 1944 roku zostaje awansowany na kontradmirała i dostaje dywizjon liniowy, w którego skład wchodzą okręty USS „Iowa” oraz „New Jersey”. Na pokładzie „Iowy” bierze udział w bitwie w zatoce Leyte. Po zakończeniu wojny żeni się z Pamelą Tudsbury.
- Rhoda Grover Henry – żona Victora Henry’ego, po zakończeniu romansu z Palmerem Kirby, rozpoczyna kolejny z Harrisonem Pettersem.

- Warren Henry – najstarszy syn Victora i Rhody, mąż Janice i ojciec małego Vica; pilot bombowca nurkującego. Ginie zestrzelony przez Japończyków ostatniego dnia walk pod Midway.

- Byron „Briny” Henry – syn Puga i Rhody, mąż Natalii i ojciec Louisa. Pełni służbę na okręcie podwodnym USS „Devilfish” dowodzonym przez Brancha Hobana. Gdy Hoban załamuje się psychicznie podczas nieudanego ataku na Japończyków na Pacyfiku, Carter „Lady” Aster obejmuje dowództwo, a Byron zostaje oficerem wykonawczym.

Po uzyskaniu informacji, że Natalia wraz z dzieckiem i swym wujem Aaronem nielegalnie dostali się do Marsylii, Byron chce ich odnaleźć i zabrać z powrotem do Stanów Zjednoczonych. W tym celu prosi o tymczasową pracę jako kurier podczas misji we Francji Vichy. Po pewnym czasie udaje mu się odnaleźć rodzinę, jednak Natalia nie chce ryzykować powrotu pociągiem pełnym gestapo ze względu na Louisa. Wspólnie postanawiają, że Byron będzie na nich czekał w Lizbonie, do której oni przyjadą po otrzymaniu paszportów. Kiedy Briny przyjeżdża do Lizbony rozpoczyna się operacja Torch i musi wracać do kraju.
Po powrocie do Stanów Zjednoczonych Aster wciela go do załogi na okręcie podwodnym USS „Moray”, który zostaje skierowany na Pacyfik. Podczas ataku z powietrza Lady zostaje mocno ranny, a niedługo po tym umiera. Byron zachowuje zimną krew, obejmuje dowództwo nad łodzią i wyprowadza okręt z niebezpieczeństwa. Po tym wydarzeniu awansują go na dowódcę nowego okrętu podwodnego USS „Barracuda” i zostaje odznaczony Brązową Gwiazdą.
- Madeline Henry – najmłodsza z rodzeństwa, kończy romans z Hugh Clevelandem i wychodzi za mąż za Simona Andersona.

- Janice Henry – żona Warrena. Już jako wdowa wchodzi w romans z Carterem Asterem. Po jego śmierci wraca na studia.

### Rodzina Jastrow
- Berel Jastrow – kuzyn Aarona, który po zajęciu Polski przez Niemców przenosi się w okolice Mińska. Jest tam świadkiem pierwszych masowych mordów dokonywanych na Żydach i stara się, z niepowodzeniem, poinformować o tym świat. Następnie wstępuje do Armii Czerwonej pod fałszywym nazwiskiem – Jurij Goraczow. W  1941 roku zostaje schwytany i wysłany do Auschwitz jako jeniec wojenny.

W obozie zostaje skierowany do brygady zajmującej się budową nowych baraków pod kierownictwem Żyda Szmula Mutterperla. Po kilku tygodniach zostają przydzieleni do zadania specjalnego – budowy pierwszych krematoriów, a ich grupa budowlana zyskuję nową nazwę Arbeitskommando Krematorium II. Wraz z zakończeniem budowy krematoriów, wszyscy z brygady mają być w nich spaleni, jednak dzięki wizycie Paula Bobla z Kommando 1005 zostają wywiezieni do Krakowa. W Krakowie ładują ich do pociągów jadących na północ.
Po dotarciu na miejsce zostają wyznaczeni do pracy przy odkopywaniu zwłok wcześniej zabitych Żydów, dokładnym przeszukiwaniu ich ciał, a następnie paleniu. Jest to praca wykańczająca psychicznie, od której Mutterperl wariuje, zabiera broń jednemu ze strażników i zabija pięciu z nich, zanim zabijają i jego. W krótkim czasie po tym wydarzeniu Berelowi udaje się uciec i przedostać do Pragi, gdzie dostarcza zdjęcia i filmy z Oświęcimia, ukazujące zagładę Żydów. Wstępuje do czeskiego podziemia, dowiaduje się tam o zesłaniu swojego kuzyna Aarona do Theresienstadt i postanawia się tam przedostać, by zabrać małego Louisa w bezpieczne miejsce.
- Natalia Jastrow Henry – żona Byrona. Będąc jeszcze w ciąży decyduje się na wyjazd do Włoch w celu zabrania wuja do Stanów Zjednoczonych. Opieszałość Aarona, ciągłe zmiany w przepisach paszportowych oraz wypowiedzenie wojny Stanom Zjednoczonym przez państwa Osi powodują „utknięcie” wszystkich Żydów we Włoszech. W tym czasie Natalia wydaje na świat silnego chłopca – Louisa.

Kiedy rozpoczyna się wywóz Żydów na Wschód, Aaron wraz z Natalią oraz wcześniej poznanym Awramem Rabinowiczem decydują się na niebezpieczną podróż tureckim statkiem „Izmir” do Palestyny. Na pokładzie łodzi spędzają kilka dni w przystani, ponieważ są problemy z pozwoleniem na wypłynięcie z portu. Niespodziewanie na statku pojawia się gestapowiec Werner Beck (będący byłym studentem Aarona na Uniwersytecie Yale), który przynosi Aaronowi jego nieukończone dzieło Łuk Konstantyna (Aaron zostawił je w mieszkaniu i nie mógł tego odżałować). Werner zapewnia, iż pomoże im się wydostać z Włoch dzięki swoim znajomościom i przekonuje ich do opuszczenia „Izmira”. Przez kilka miesięcy mieszkają w posiadłości Aarona w Sienie, a Beck co jakiś czas ich odwiedza. Coraz częściej i bardziej nachalnie prosi pisarza o wygłoszenie kilku audycji w radiu na temat jego zrozumienia dla działań Niemców w wojnie. Przeczuwając zagrożenie Natalia i Aaron uciekają do Marsylii.
Po pewnym czasie zostają znalezieni i przeniesieni do Baden-Baden w Niemczech, a stamtąd wysłani do obozu koncentracyjnego Theresienstadt, gdzie Natalia pracuje w fabryce miki. Pod koniec wojny zostaje wysłana do Oświęcimia w jednym z ostatnich transportów.
- Aaron Jastrow – amerykański profesor i pisarz, który od wielu lat mieszka w Sienie we Włoszech. Całe dnie spędza na pisaniu swojej najnowszej powieści Łuk Konstantyna, co odciąga go od zajęcia się problemami związanymi ze swoim paszportem. Natalia chcąc mu pomóc przyjeżdża do Włoch, jednak ostatecznie nie udaje się jej wyciągnąć go z opresji. Razem starają się uciec przed nazistami, aczkolwiek ostatecznie wpadają w ich ręce i trafiają do obozu Theresienstadt. Tam bierze udział w wielkim upiększaniu obozu, czyli przebudowie jego części w celu pokazania go członkom Czerwonego Krzyża. Po kryjomu opisuje swoje przeżycia w Żydzie w podróży i chowa swe zapiski w murach zamieszkałego przez siebie budynku. Przy zbliżającej się klęsce Niemiec wraz z Natalią zostają wysłani do Auschwitz-Birkenau, gdzie Aaron ostatecznie zostaje wysłany do komory gazowej.

### Inni
- Leslie Slote – pracując jeszcze jako dyplomata, zostaje wtajemniczony w masową eksterminację Żydów i stara się temu zapobiec. Ze względu na obojętność głów państw na tę sprawę, porzuca pracę dyplomatyczną i kieruje się na kurs skoków ze spadochronem, by wziąć udział w zrzutach Jedburskich.

- Pamela Tudsbury – córka znanego dziennikarza Alistaira Tudsbury, któremu pomaga w pracy. Jest zakochana w Pugu, jednak wiedząc, iż jest żonaty zaręcza się z Lordem Duncanem Burne-Wilke.

- Simon Anderson – porucznik, pracujący w Biurze Artylerii nad tajnym ulepszaniem zapalników dla artylerii przeciwlotniczej. Uczestniczy w programie badań związanych z budową bomby atomowej. Oświadcza się Madeline Henry.

- Ojciec Martin – ksiądz, który wtajemniczył Lesliego Slote w masowe mordy w obozach koncentracyjnych.

- Selma Ascher – Żydówka z wyglądu przypominająca Natalię, poznana przez Lesliego Slota w Szwajcarii.

- Werner Beck – były uczeń Aarona, aktualnie w gestapo. Utrudnia Aaronowi i Natalii powrót do kraju.

- Phil Rule – dawna miłość Pameli. Po latach ponownie spotykają się w Singapurze.

- Hugh Cleveland – znany prezenter radiowy. Mimo iż ma żonę, wdaję się w romans z zakochaną w nim Madeline. Madeline po długim czasie zostawia go, kiedy w końcu pojmuje, że Cleveland nigdy nie weźmie rozwodu.

- Carter „Lady” Aster – przełożony Byrona, dowódca łodzi podwodnych i kochanek Janice Henry. Doskonale się odnajduje podczas wojny i za wszelką cenę chce zabić jak największą ilość Japończyków.

- Harrison „Hack” Peters – zakochuje się w Rhodzie Henry i ostatecznie ją poślubia. Bierze udział w Projekcie Manhattan.